# Catálogo de Ludendorff
Catálogo o listado de 1.136 estrellas que contiene el cúmulo globular M13 elaborado por el astrónomo alemán Hans Ludendorff, en 1905. El número de Ludendorff todavía continúa utilizándose en la actualidad, generalmente junto a otras denominaciones más modernas (por ejemplo el número de Kadla o las zonas de Arp, identificando los astros con números romanos: IV-53). 
Fue elaborado gracias al refractor fotográfico de 32.5 cm del Observatorio Astronómico de Potsdam utilizando un par de placas fotográficas; la primera de ellas (placa A), tomada el 17 de julio de 1900 y la segunda (placa B), tomada en junio de 1902. Para evitar los errores sistemáticos ambas placas fueron medidas dos veces, ortogonalmente: con ello el grado de precisión aumentó.
Todas las estrellas que contiene aparecen listadas por orden de Ascensión Recta y están formadas por una letra (L) y un número de orden: de este modo la variable V2 corresponde el número L324. Este trabajo apareció en las Potsdam Publication, Volumen 15, n.º 50, del año 1905.
El catálogo tabula las posiciones precisas de ambas placas, las magnitudes fotográficas (en luz azul), redondeadas a un decimal (décimas de magnitud) y un estudio comparativo con los resultados obtenidos previamente por Scheiner (1892).
Contiene estrellas cuyas magnitudes están comprendidas entre la 11 y 16, algunas de las cuales realmente no pertenecen al cúmulo por su movimiento propio (denominadas estrellas de campo: en realidad están situadas delante del mismo, mucho más próximas a la Tierra).

## Fuente
- Smithsonian/NASA Astrophysics Data System (ADS): 84 de sus artículos publicados (en alemán o inglés).
- Der grosse Sternhaufen im Herkules Messier 13, (1905), Publikationen des Astrophysikalischen Observatoriums zu Potsdam; 15. Bd, Nr. 50.